# Víktor Tsoi
Víktor Róbertovich Tsoi (en ruso: Ви́ктор Ро́бертович Цой; en coreano: 빅토르 최; 21 de junio de 1962, Leningrado, RSFS de Rusia, Unión Soviética-15 de agosto de 1990, Tukums, RSS de Letonia) fue un cantante de rock, compositor, actor y poeta soviético durante los años ochenta al frente de su grupo post punk Kinó (Кино).

## Biografía

### Primeros años
Víktor Robertovich Tsoi nació el 22 de junio de 1962 en una maternidad de la calle Kuznetsovskaya de Leningrado. Era el único hijo de Valentina Vasilyevna Tsoi (née: Guseva), una maestra de escuela rusa, y Robert Maximovich Tsoi, un ingeniero soviético coreano de Kyzyl-Orda, Kazajistán, donde sus padres coreanos habían sido exiliados después de la deportación de coreanos en la Unión Soviética por parte de Stalin en 1937. La ascendencia coreana de la familia se remonta a Songjin, Hamgyong, Corea (actual Kimch'aek, Corea del Norte), donde nació el bisabuelo de Víktor, Choi Yong-nam, en 1893. Su clan coreano es el clan Wonju Choe (원주 최씨).
Tsoi se crio en las inmediaciones de la Plaza de la Victoria de Moscú. La familia vivía en la famosa "casa del general" situada en la esquina de la avenida de Moscú y la calle Basseynaya (el edificio es ahora un monumento arquitectónico).Durante algún tiempo, Tsoi estudió en una escuela cercana a la calle Frunze, donde trabajaba su madre.
Desde 1974 hasta 1977, Tsoi asistió a una escuela secundaria de arte, donde fue miembro de la banda Palata n.º 6. (en ruso: Палата № 6, en español: "Barrio n.º 6"). Desde 1977 asistió a la Escuela de Arte Serov, hasta que fue expulsado en 1979 por bajo rendimiento. Posteriormente asistió a SGPTU-61, una escuela secundaria vocacional de la ciudad, donde estudió para convertirse en tallador de madera. En su juventud fue fan de Mijaíl Boyarski y Vladímir Visotski, y más tarde de Bruce Lee, en cuya imagen comenzó a basarse. Le gustaban las artes marciales y a menudo entrenaba "en chino" con su compañero de banda Yuri Kasparián.

### Carrera
Tsoi comenzó a escribir canciones a los 17 años. En los años 1970 y 1980, la música rock era un movimiento underground limitado principalmente a Leningrado; las estrellas del pop moscovita, respaldadas por el Estado soviético, dominaban las listas de éxitos y recibían la mayor exposición de los medios. Sin embargo, la música rock no era popular entre el gobierno y las bandas de rock recibían poca o ninguna financiación y recibían poca exposición de los medios. El Club de Rock de Leningrado era uno de los pocos lugares públicos donde se permitía a las bandas de rock actuar.
A finales de los años 70 y principios de los 80, Tsoi era amigo íntimo de Alexei Rybin. Rybin, miembro de la banda de hard rock Piligrimy (en ruso: Пилигримы, lit. 'Peregrinos'), y Tsoi, que tocaba el bajo en el grupo Palata # 6 (en ruso: Палата № 6, lit. 'Cámara # 6'), se conocieron en la casa de Andrei "Svin" Panov, en cuyo apartamento a menudo se reunían gente y músicos, y también donde ensayaba su propia banda de punk Avtomaticheskie udovletvoriteli (Автоматические удовлетворители). En esa época, Tsoi había comenzado a interpretar las canciones que escribía en las fiestas.
Tsoi y Rybin, como miembros de Avtomaticheskie udovletvoriteli, fueron a Moscú y tocaron punk-rock metal en los conciertos clandestinos de Artemy Troitsky. Durante una actuación similar en Leningrado con motivo del aniversario de Andrei Tropillo, Tsoi y Rybin conocieron a Boris Grebenshchikov. Más tarde, después de un concierto en solitario de Grebenshchikov, se encontraron y Tsoi le interpretó dos de sus canciones.

### Inicios de Kino
En el Club de Rock de Leningrado, Tsoi tocó como solista con el apoyo de miembros de la banda Aquarium. Las letras y la música de Tsoi impresionaron al público. En el verano de 1981, Tsoi, Rybin y Oleg Valinsky formaron la banda Garin i giperboloydy (en ruso: Гарин и Гиперболоиды, lit. 'Garin y los hiperboloides'). El nombre era un homenaje a la clásica novela rusa El hiperboloide del ingeniero Garin de Alekséi Tolstói. En otoño del mismo año, la banda fue admitida como miembro del Club de Rock de Leningrado. Poco después, Valinsky fue reclutado en el ejército, quedando solo Tsoi y Rybin, quienes rebautizaron la banda como Kino. Kino comenzó a grabar su álbum debut en la primavera de 1982.
Kino comenzó a grabar su álbum debut, 45, en la primavera de 1982 en el estudio de Andrei Tropillo. Los miembros de Aquarium también participaron en la grabación, con Boris Grebenshchikov dirigiendo el álbum. En verano, el álbum estaba completamente terminado. Su duración era de 45 minutos, por lo que el álbum recibió el nombre de 45. El álbum tuvo cierta distribución y Kino actuó en muchos conciertos en apartamentos de Moscú y Leningrado.
El 19 de febrero de 1983 tuvo lugar un concierto conjunto con Kino y Aquarium. Después del concierto, Yuri Kasparián fue invitado a unirse a la banda como guitarrista. En primavera, Rybin dejó Kino debido a desacuerdos con Tsoi. Tsoi y Kasparyan pasaron el verano ensayando juntos. Como resultado, Kino grabó el álbum 46, que inicialmente se pensó como una maqueta de Nachalnik Kamchatki (en ruso: Начальник Камчатки, lit. 'Jefe de Kamchatka'). 46 tuvo una amplia distribución y se consideró un álbum completo. En el otoño de 1983, Tsoi fue ingresado en un hospital psiquiátrico en Pryazhka, donde pasó un mes y medio. Como resultado, Tsoi no fue reclutado en el ejército. Después de ser dado de alta del hospital psiquiátrico, escribió la canción "Trankvilizator" (en ruso: Транквилизатор, lit. 'Tranquilizador').
"Peremen!/"My zhdyom peremen" ("¡Cambios!"/"Estamos esperando cambios"), interpretada por primera vez por Tsoi en el verano de 1986, se convirtió rápidamente en una importante canción política, una encarnación del espíritu de la Perestroika. Sigue siendo una poderosa canción política, utilizada de forma destacada durante las protestas bielorrusas de 2020-2021.

## Vida personal
Víktor Tsoi tenía un carácter tranquilo, pero era una persona bastante cerrada y distante. Según los recuerdos de Alexander Titov, "era una persona absolutamente discreta, incapaz de presentarse, ni siquiera tímido en la compañía".
El 5 de marzo de 1982, mientras visitaba a amigos en común, Tsoi, de 19 años, conoció a Maryana Igorevna Rodovanskaya, quien cumplió 23 ese día. En ese momento, Maryana estaba lejos de la vida musical. Trabajó en el circo como jefa del departamento de producción y soñaba con ingresar a la escuela Mukhinsky y obtener una educación artística.
Tenía varios músicos familiares, cuyo trabajo era genial, pero Víktor Tsoi fue una feliz excepción. Más tarde, en su historia "Punto de partida", Marianne escribió: "La sensación que experimenté cuando la escuché por primera vez se puede llamar asombro en lugar de deleite ... ¡No esperaba tanta agilidad de Tsoi de diecinueve años! " La niña se enamoró de Víctor y se dejó llevar seriamente por su música, pronto dejó el circo y se convirtió en la administradora del grupo "Kino", un asistente confiable y compañero de los músicos.
En febrero de 1984, Mariana y Víctor se casaron. Casi todos los artistas de rock famosos de esa época caminaron en su boda: Borís Grebenshchikov, Mike Naumenko, Aleksandr Titov, Yuri Kasparián, Gueorgui Gurianov ("Gustav") y muchos otros. “Un centenar de personas se apiñaron en nuestro desafortunado apartamento”, recordó Maryana. El 5 de agosto de 1985, nació el único hijo de Víktor Tsoi, su hijo Alexander.

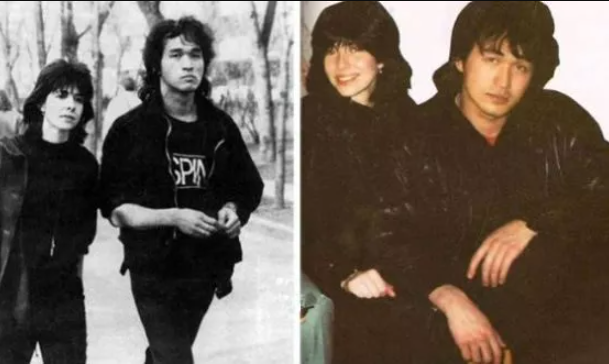
Víktor Tsoi junto a su pareja.

En 1987, la pareja se separó, pero el divorcio no se presentó oficialmente. El último período de su vida Víctor vivió en Moscú con la traductora y crítica de cine Natalya Razlogova, quien después de su muerte se volvió a casar y se fue a los Estados Unidos. Natalia no fue solo último amor Víctor, pero también su buen y leal amigo. Crítica de cine y esteta, también influyó seriamente en la imagen externa de Tsoi: según Yuri Aizenshpis, "pasó de hambriento y enojado a imponente y misterioso".
Para tener un lugar de trabajo oficial, como se requería en la URSS, y evitar un proceso penal por "parasitismo", Víktor Tsoi, como muchas otras personas asociadas con el arte informal, tuvo que buscar un puesto no demasiado gravoso.
Por ejemplo, en el verano de 1986, Víktor era conserje en una casa de baños en el Prospekt de Veteranov, donde tuvo que lavar las instalaciones rociando agua con un cañón. El trabajo tomó solo una hora al día, pero esta hora cayó en una noche en la que la vida musical estaba en pleno apogeo, y fue un inconveniente.
En el otoño del mismo año, Sergei Firsov invitó a Tsoi a trabajar como bombero en la sala de calderas de Kamchatka, donde ambos pasaron un tiempo hasta 1988. Otros músicos conocidos también trabajaron en esta famosa sala de calderas en diferentes momentos: Alexander Bashlachev, Svyatoslav Zaderiy, Andrey Mashnin, etc. Aquí, se llevaron a cabo "fiestas" y conciertos no oficiales. Solo era necesario arrojar carbón al horno de vez en cuando, pero de lo contrario el fogonero podía sentirse, en palabras del propio Tsoi, "completamente libre". Ahora, en esta sala de calderas hay un club-museo de Víktor Tsoi.

## Muerte
Víktor Tsoi murió en un accidente automovilístico el 15 de agosto de 1990. Sucedió en la autopista Sloka - Talsi cerca del pueblo de Kesterciems en Letonia, no lejos de la casa de verano donde él y Kasparyan trabajaron en el álbum. Según la versión oficial, Víctor se quedó dormido al volante y su Moskvich azul oscuro voló hacia el carril contrario y chocó con el autobús Ikarus-250.
El funeral tuvo lugar el 19 de agosto de 1990 en Leningrado, entre una multitud de miles de fanáticos. Tras la muerte de Tsoi, 65 adolescentes se suicidaron en toda la Unión Soviética.
Se han erigido varios monumentos a Víktor Tsoi: en la carretera Sloka-Talsi en el lugar de su muerte, en la estación de tren de la ciudad de Okúlovka, óblast de Nóvgorod (anteriormente este monumento estaba en la Prospekt Nevski en el patio del cine Aurora, y luego dentro del propio cine), un monumento: un bajorrelieve cerca de la sala de calderas de Kamchatka y un monumento en Barnaul. En 2017, se erigió un nuevo monumento en Karaganda.
Se espera que se erijan monumentos en Vilnius, San Petersburgo y Moscú; sin embargo, en la capital en Krivoarbatsky Lane hay un muro conmemorativo "espontáneo" con fotografías de Tsoi, numerosas inscripciones "Tsoi está vivo" y citas de sus canciones. Existen murallas similares en la ciudad de Dnepr (antes Dnepropetrovsk) en la región de Dnepropetrovsk, así como en Minsk y Mogilev.

## Legado

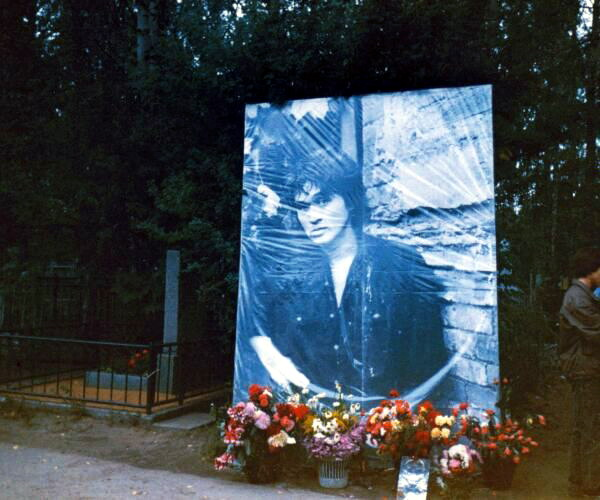
Tumba de Víktor Tsoi en San Petersburgo.

Tras su muerte, el 15 de agosto de 1990, El diario Komsomólskaya Pravda publicó: "Tsoi significa para la juventud de nuestra nación más que cualquier político, escritor o celebridad. Esto se debe a que Tsoi nunca mintió ni se vendió. Fue y seguirá siendo él mismo. Es imposible no creer en él... Tsoi es el único artista de rock que no ha diferenciado su imagen de su vida real, vivió como cantó... Tsoi es el último héroe del rock."
Tras el accidente, en el que su coche se estrelló contra un autobús, sobrevivió una cinta que contenía la grabación que Tsoi había hecho de las voces para el siguiente álbum. Los supervivientes de Kinó grabaron la música correspondiente y publicaron el Chorni Álbom (en ruso: Чёрный альбом, lit. 'álbum negro') como muestra de luto por la pérdida de su cantante. Pronto se convirtió en el disco de más éxito de la banda y sirvió para apuntalar la leyenda de Tsoi y el lugar de Kinó en la historia de la música moderna en Rusia
Kino tuvo un gran impacto en la música y sociedad soviéticas. Su sonido y sus letras constituían algo totalmente diferente a lo que hasta entonces había sido producido. En la calle Arbat de Moscú, hay un muro dedicado a Tsoi con grafitis y hasta una estatua en bronce del artista donde todavía sus fanes se reúnen a conmemorar su muerte. Recientemente, los grupos más importantes de Rusia se reunieron y publicaron sus versiones de temas de Kinó como celebración de los que hubieran sido sus 28 años.

## Discografía
- 45 (1982)
- 46 (1983)
- Начальник Камчатки (Nachal'nik Kamchatki / El jefe de Kamchatka) (1984)
- Это не Любовь... (Eto Ne Lyubov... / Esto no es amor...) (1985)
- Ночь (Noch' / Noche) (1986)
- Группа Крови (Gruppa Krovi / Grupo sanguíneo) (1988)
- Звезда по Имени Солнце (Zvezda Po Imeni Solntse / Una estrella llamada sol) (1989)
- Кино (homónimo, titulado popularmente como Чёрный Альбом / El álbum negro) (1990)

## Filmografía
- ASSA (1986)
- Igla (1988)